# Kríže
Kríže é um município da Eslováquia, situado no distrito de Bardejov, na região de Prešov. Tem 14,94 km² de área e sua população em 2018 foi estimada em 64 habitantes.

## Demografia
| Ano:        | 1994 | 2004    | 2014   | 2024    |
| ----------- | ---- | ------- | ------ | ------- |
| Broj ljudi: | 64   | 79      | 74     | 56      |
| Razlika:    |      | +23,43% | -6,32% | -24,32% |

| Ano:               | 2023 | 2024   |
| ------------------ | ---- | ------ |
| Número de pessoas: | 62   | 56     |
| Diferença:         |      | -9,67% |